# Предраг Поповић Поп
Предраг Поповић познатији као Поп српски је музичар, радио и телевизијски водитељ.
Био је члан денс музичке групе Добар лош зао, истовремено бавећи се послом радио водитеља. Највећу популарност стиче на ТДИ радио станици где од августа 2007. године води ток шоу "DR.LOVE" који је тада обарао рекорде слушаности и пристиглих СМС порука. Од новембра исте године води још један програм под називом "Контраквиз". са потпуно новим приступом питањима и одговорима слушалаца. Наиме, јединственост квиза се огледа у томе што слушаоци постављају питања водитељу и тиму из студија, и ако не добију одговор, добијају награду у квизу.
У децембру 2019. године оснива своју радио станицу под називом "Супер ФМ", која почиње да се емитује од фебруара 2020. године. Тада на свој радио прелази и сам Поп, који је до тада био активан на радио станицама Максим медије, односно ТДИ и ХИТ радију. Поповић је сувласник ове радио станице која има своје сталне спонзоре. Емисију "Супер јутро" на којој Поп сарађује са познатим глумцем Николом Глишићем  спонзорише "Лидл", а остале емисије "Сокербет", "Леново" и други.
Од септембра 2023. године са Миланом Калинићем води спортску емисију "Индиректно" на К1 телевизији. Поп је Партизановац, док је Калинић Звездаш што додатно доприноси атрактивности емисије.